# Matthaeus Erasmos
Matthaeus Erasmos, OP (1567–1627) foi um prelado católico romano que serviu como arcebispo de Nachitschewan (1607–1627).

## Biografia
Matthaeus Erasmos nasceu em 1567 e foi ordenado sacerdote na Ordem dos Pregadores. No dia 22 de outubro de 1607, foi nomeado Arcebispo de Nachitschewan durante o papado de Paulo V, onde serviu como bispo até à sua morte a 9 de julho de 1627.